# JoAnn H. Morgan
JoAnn H. Morgan   (Huntsville, 4 de desembre de 1940) és una enginyera aeroespacial estatunidenca que va ser pionera en el programa espacial dels Estats Units com la primera enginyera dona de la NASA i la primera dona en obtenir el càrrec d'Executiu Sènior al John F. Kennedy Space Center. Pel seu treball a la NASA va ser guardonada pel president dels Estats Units Bill Clinton com a Executiu Meritori el 1995 i 1998. Abans de retirar-se el 2003, va ocupar diversos càrrecs de lideratge durant 40 anys en els programes de vol espacial tripulat a la NASA. Morgan va ser directora de Relacions Externes i Desenvolupament de Negocis durant els seus últims anys al Centre Espacial.

## Primers anys
JoAnn Hardin és la més gran dels quatre fills de Don i Laverne Hardin, va néixer a Huntsville (Alabama) el 4 de desembre de 1940 prop d'on el seu pare estava assignat com a pilot de l'exèrcit dels Estats Units a Redstone Arsenal durant la Segona Guerra Mundial. Mentre era a la secundària la seva família es va mudar a Titusville (Florida) on el seu pare treballava a Cape Canaveral com a administrador d'artilleria al programa de coets de l'exèrcit dels Estats Units. Allà va conèixer el seu futur marit, Larry Morgan. Immediatament després de graduar-se de l'escola secundària el juny de 1958, es va unir a l'Agència de Míssils Balístics de l'Exèrcit a Cap Canaveral com a ajudant d'enginyeria civil. A la tardor de 1958, Hardin es va matricular a la Universitat de Florida a Gainesville on va estudiar matemàtiques. Durant les seves vacances d'estiu, va continuar treballant a Cape Canaveral amb mentors com l'enginyer Wernher von Braun. En el seu treball com a ajudant d'enginyeria, Hardin va tenir experiència pràctica en el disseny de sistemes informàtics de llançament de coets per als primers programes de vol de la NASA. Després que Hardin obtingués una llicenciatura en matemàtiques a la Universitat Estatal de Jacksonville, Alabama, el 1963, va anar a treballar per a la NASA al Centre espacial John F. Kennedy com a enginyera aeroespacial.

## Centre Espacial John F. Kennedy

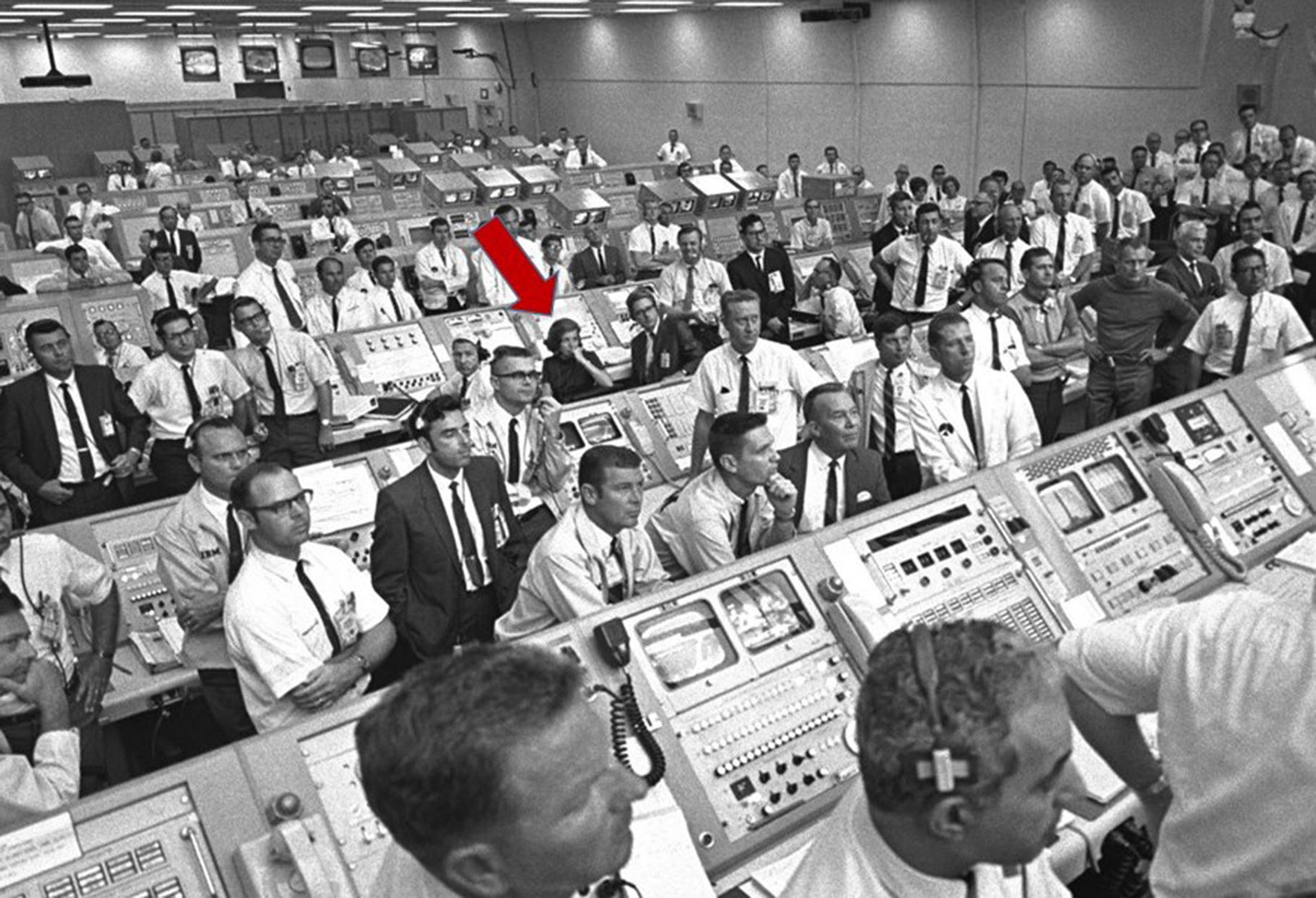
Joann Morgan fou l'única dona enginyera a la sala de llançament de l'Apollo 11

El 1963, Morgan va començar a treballar a temps complet al Kennedy Space Center. Era l'única dona enginyera i recorda que "seguiria sent l'única dona allà durant molt de temps". Morgan va ser l'única dona enginyera a la sala de llançament de l'Apollo 11 el 16 de juliol de 1969.
Morgan recorda amb humor que "durant els primers 15 anys treballava en un edifici sense lavabo per a dones", i "va ser un gran dia en el meu llibre quan finalment n'hi va haver un".

### Carrera directiva
Morgan va ser seleccionada per rebre una beca Sloan per preparar-la per a un càrrec directiu al centre espacial. Es va matricular a la Universitat Stanford i va obtenir un Màster en Ciències el 1977Dos anys més tard va ser ascendida a Cap de la Divisió de Serveis Informàtics. Morgan va ser la directora de Relacions Externes i Desenvolupament de Negocis durant els seus darrers anys al centre espacial, excepte una breu etapa el 2002, quan va ser nomenada subdirectora en funcions del KSC durant diversos mesos. Morgan es va retirar a l'agost del 2003 amb quaranta-cinc anys de servei a la NASA.

## Darrers anys i honors

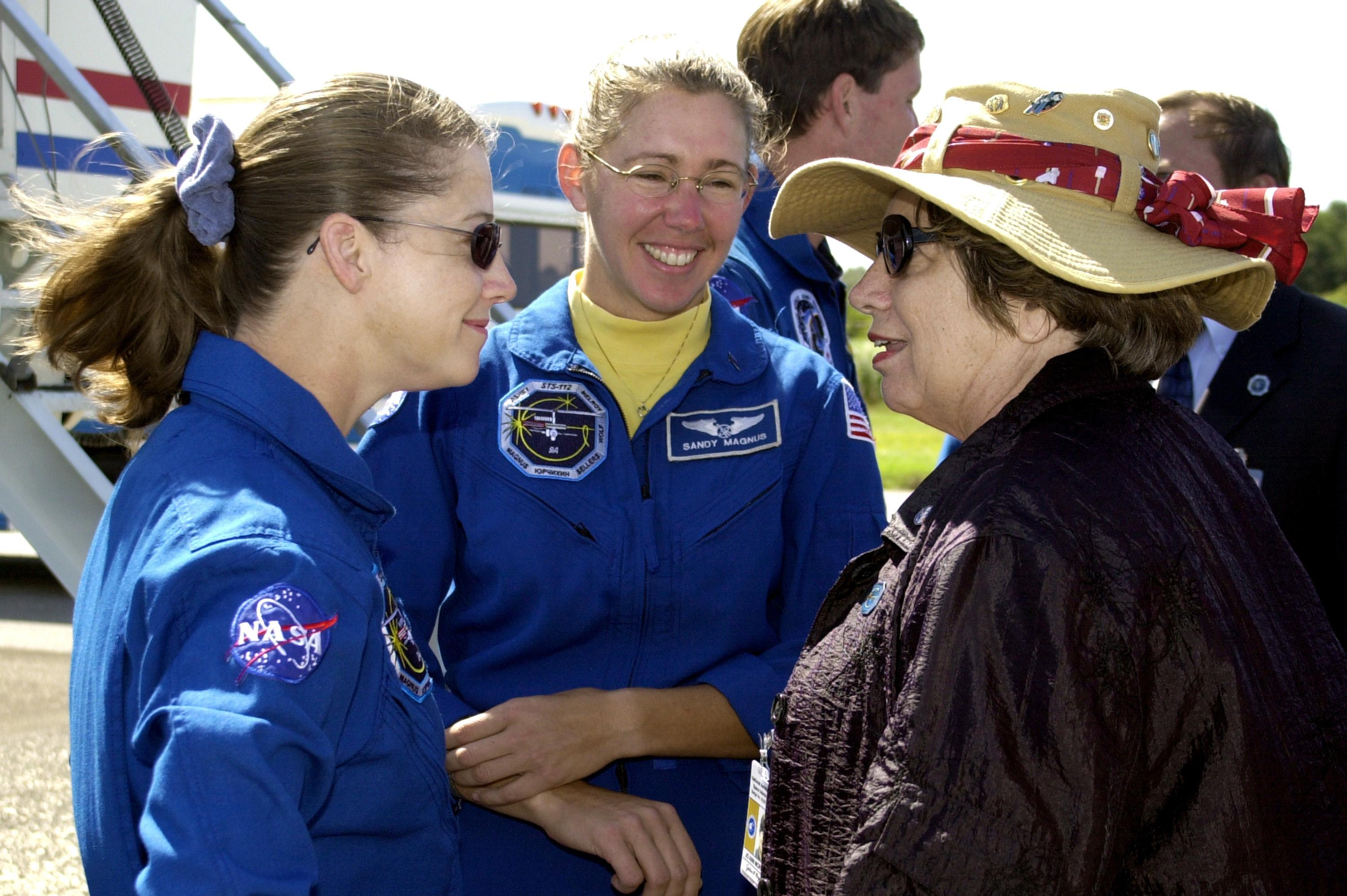
JoAnn H. Morgan (aleshores director de Relacions Externes i Desenvolupament de Negocis de KSC) amb la pilot de l'STS-112 Pamela Melroy (esquerra) i l'especialista en missió Sandra Magnus (centre) després de l'aterratge del transbordador espacial Atlantis

Morgan va ser homenatjada pel president dels Estats Units, Bill Clinton, com a executiu meritori el 1995 i el 1998. El 1995 va entrar al Saló de la Fama de les Dones de Florida. Segons l’Orlando Business Journal, "durant la seva carrera als programes de vols espacials tripulats dels Estats Units, Morgan ha rebut nombrosos honors i premis, inclòs un premi per la seva tasca durant l'activació del complex de llançament Apollo 39, quatre medalles de servei excepcionals i dues medalles de lideratge excepcionals" Va rebre una medalla al lideratge destacat el 1991 i 2001, el "Premi a la mobilitat ascendent" de la Society of Women Engineer i el "J. Tal Webb Award" de la Societat Americana d'Enginyers Mecànics el 1994, el "Premi al Servei Distingit" per l'Space Coast Chapter of Federally Employed Women el 1996, el "Premi a la consecució del lideratge en la gestió" del 34è Congrés Espacial Anual el 1998, el "Premi Debus" del National Space Club el 1998, i el mateix any, el "Presidential Distinguished Rank Award". Morgan és membre de l'AIAA, del National Space Club, i de Tau Beta Pi. i. Morgan va ser nomenada fideïcomissària ("trustee") de les universitats estatals de Florida durant dos mandats,el 2001 i el 2003.